# لئوناردو رودریگس
لئوناردو آدریان رودریگس ایاکوبیتی (اسپانیایی: Leonardo Adrian Rodríguez Iacobitti‎؛ زادهٔ ۲۷ اوت ۱۹۶۶) یک بازیکن فوتبال اهل آرژانتین است.

## باشگاهی
از باشگاه‌هایی که در آن بازی کرده‌است می‌توان به سن لورنزو و باشگاه فوتبال بروسیا دورتموند، یونیورسیداد شیلی، آتالانتا، آرژانتینوس جونیورز، لانوس، ولز سارسفیلد، المپیک مارسی، آتالانتا، سن لورنزو اشاره کرد.

## تیم ملی
وی همچنین در تیم ملی فوتبال آرژانتین بازی کرده است.